# Ludwig Engler
Ludwig Engler (* 25. August 1875 in Villingen im Schwarzwald; † 7. August 1922 auf der Reise nach München) war ein deutscher Maler und Bildhauer.

## Leben und Werk
Die Informationen zu Ludwig Englers Leben sind spärlich. Er wurde 1875 als Sohn des Zeichenlehrers Anton Engler in Villingen geboren, absolvierte 1890/91 eine Bildhauerlehre in Elzach und studierte von 1897 bis 1904 an der Münchner Kunstakademie, wo er möglicherweise auch Lehraufträge erhielt. Studienreisen führten ihn ins In- und Ausland. Nach seiner Teilnahme am Ersten Weltkrieg führte er Ateliers in München, Konstanz und Villingen. Engler arbeitete zunächst hauptsächlich als Bildhauer, bevor er sich der Malerei zuwandte. Am 17. August 1922 starb er im Alter von 47 Jahren an einem Herzinfarkt. Zusammen mit Albert Säger zählt Engler zu den herausragenden Villinger Malern um die Jahrhundertwende, deren Werke die Künstler nachfolgender Generationen wie Richard Ackermann prägten.  Für seine Bildmotive bediente er sich oft biblischer und literarischer Sujets, die er zu symbolisch dichten, oft ambivalenten Arrangements im Stile James Ensors verarbeitete.